# Waterparks
Waterparks ist eine US-amerikanische Rock-Band aus Houston, Texas.

## Geschichte

### Gründung undDouble Dare(2011 bis 2016)
Die Band wurde im Jahre 2011 von den Gitarristen Awsten Knight und Geoff Wigington und dem Bassisten Gage Matthieu gegründet. Die Musiker lernten sich kennen, als sie noch in verschiedenen Bands spielten. Der Schlagzeuger Owen Marvin komplettierte schließlich die Band. Am 3. April 2012 veröffentlichten Waterparks in Eigenregie die EP Airplane Conversations und spielen am 17. Oktober 2012 in Houston ihr erstes Konzert. Matthieu und Marvin verließen noch im selben Jahr die Band. Otto Wood wurde neuer Schlagzeuger. Im Jahre 2013 nahmen Waterparks an der Warped Tour teil und spielten am 11. Mai 2013 im Vorprogramm von Aaron Carter. Am 5. Juni 2014 folgte die zweite EP Black Light.
Nach einer weiteren Teilnahme an der Warped Tour wurden Waterparks im November 2015 von Equal Vision Records unter Vertrag genommen, während die Zwillinge Benjamin und Joel Madden von der Band Good Charlotte das Management von Waterparks übernahmen. Am 15. Januar 2016 veröffentlichte die Band ihre dritte EP Cluster, bei der Mikey Way von My Chemical Romance den Bass einspielte. Das von Benjamin Madden produzierte Debütalbum Double Dare folgte am 4. November 2016. Zusammen mit State Champs und Tonight Alive tourten Waterparks im Vorprogramm von Sleeping with Sirens durch Nordamerika. Darüber hinaus steuerten Waterparks das Lied Hitchin’ a Ride für die vom Magazin Kerrang! veröffentlichte Kompilation Green Day: American Superhits! bei.

### EntertainmentundFandom(2017 bis 2020)
Im Frühjahr und Sommer 2017 tourten Waterparks zweimal im Vorprogramm von All Time Low. Zunächst ging es zusammen mit SWMRS und The Wrecks durch das Vereinigte Königreich und Irland, bevor es mit der Band Night Riots als zweite Vorgruppe durch Nordamerika ging. Bei den Alternative Press Music Awards 2017 wurden Waterparks in der Kategorie Best Breakthrough Artist ausgezeichnet. Darüber hinaus wurde die Band in den Kategorien Album of the Year und Song of the Year nominiert. Die Preise gingen jedoch an Pierce the Veil bzw. Andy Black. Bei den The Rock Sound Awards wurden Waterparks als Best International Breakthrough Band ausgezeichnet. Am 26. Januar 2018 wurde das zweite Studioalbum Entertainment veröffentlicht, das von Benjamin Madden und Courtney Ballard produziert wurde. Das Album erreichte Platz 98 der US-amerikanischen und Platz 85 der britischen Albumcharts. Waterparks steuerten eine Coverversion des Liedes Beating Heart Baby von der Band Head Automatica für die vom Magazin Rock Sound veröffentlichten Kompilation Worship and Tributes: Volume II bei.
Im Mai 2019 unterschrieben Waterparks einen neuen Vertrag bei Hopeless Records. Am 11. Oktober 2019 wurde das dritte Studioalbum Fandom veröffentlicht, das von Zakk Cervini produziert wurde. Das Album erreichte Platz 32 der US-amerikanischen und Platz 52 der britischen Albumcharts. Das Lied Turbulent wurde bei den The Rock Sound Awards 2019 als Song of the Year ausgezeichnet. Am 22. Januar 2020 veröffentlichte die Band über SoundCloud mit 1 (A Collection of Unreleased Home Demos, This is Not G, or Even an Album, Shut Up Enjoy) eine Kompilation mit unveröffentlichten Demoaufnahmen. Sänger Awsten Knight kündigte die Veröffentlichung über Twitter an mit der Bedingung, dass ein bestimmter Tweet mindestens 20.000 Mal retweetet werden muss. Das Ziel wurde innerhalb weniger Stunden erreicht. Am 27. November 2020 veröffentlichte die Band das im englischen Birmingham aufgezeichnete Live-Album Fandom: Live in the UK.

### Greatest HitsundIntellectual Property(seit 2021)
Im Januar 2021 unterschrieb die Band einen neuen Plattenvertrag bei 300 Entertainment. Am 21. Mai 2021 erschien das vierte Studioalbum Greatest Hits, dass von Zakk Cervini und Sänger Awsten Knight produziert wurde und Platz 42 der US-amerikanischen und Platz 37 der britischen Albumcharts erreichte. Waterparks spielten auf dem Slam Dunk Festival und spielten im Herbst 2021 die A Night Out on Earth-Tournee durch die USA. Anschließend begann die Band mit der Arbeit an ihrem fünften Studioalbum. Im April 2022 verwendete die Netflix-Serie Heartstopper das Lied Telephone. Es folgte die See You in the Future-Tournee durch Europa mit den Vorgruppen Bad Suns bzw. Phem. Im Herbst 2022 tourten Waterparks im Vorprogramm von My Chemical Romance und Blackbear durch die Vereinigten Staaten.
Im Frühjahr 2023 tourten Waterparks mit The Maine im Vorprogramm von You Me at Six durch das Vereinigte Königreich. Am 14. April 2023 erschien das fünfte Studioalbum Intellectual Property, welches Platz zehn der britischen und Platz 33 der US-amerikanischen Albumcharts erreichte. Bei dem Lied Fuck About It ist als Gastsänger Blackbear zu hören. Nach der Veröffentlichung folgte die The Property Tour durch Nordamerikatournee mit der Vorgruppe Hunny. Die Tour soll im Herbst 2023 in Europa mit der Vorgruppe Stand Atlantic fortgesetzt werden.

## Stil
Die Musik von Waterparks wird in der Regel als Pop-Punk, Pop-Rock, Elektropop oder Alternative Rock beschrieben, die aber auch Elemente des Hip-Hop, Elektronischen Musik, Indie-Rock, Punk und Jazz beinhaltet. James Christopher Monger vom Onlinemagazin Allmusic beschrieb Waterparks als Pop-Punk-Band der nächsten Generation. Für Richard Webb vom Onlinemagazin Bring the Noise entsteht der „einzigartige Sound“ der Band durch die Nutzung von Auto-Tune, geschichteten Synthesizer und schnellen Gesang. Sänger Awsten Knight beschreibt Waterparks als Rock-Band, die signifikant von Popmusik beeinflusst wurde. Entsprechend breit gefächert sind die von der Band genannten musikalischen Einflüsse. Neben Rockbands wie Sum 41, Blink-182, Good Charlotte, My Chemical Romance, Green Day, Fall Out Boy, Linkin Park und Saves the Day nennen Waterparks auch Popkünstler wie Kesha, No Doubt und die Beach Boys oder Rapper wie Kanye West, Donald Glover, Tyler, the Creator oder Chance the Rapper.

## Diskografie
Studioalben

| Jahr | Titel Musiklabel                      | Höchstplatzierung, Gesamtwochen, AuszeichnungChartplatzierungen (Jahr, Titel, Musiklabel, Platzierungen, Wochen, Auszeichnungen, Anmerkungen) | Höchstplatzierung, Gesamtwochen, AuszeichnungChartplatzierungen (Jahr, Titel, Musiklabel, Platzierungen, Wochen, Auszeichnungen, Anmerkungen) | Höchstplatzierung, Gesamtwochen, AuszeichnungChartplatzierungen (Jahr, Titel, Musiklabel, Platzierungen, Wochen, Auszeichnungen, Anmerkungen) | Anmerkungen                            |
| Jahr | Titel Musiklabel                      | UK | US | Rock | Anmerkungen                            |
| ---- | ------------------------------------- | --- | --- | --- | -------------------------------------- |
| 2016 | Double Dare Equal Vision              | — | — | Rock50 (1 Wo.)Rock | Erstveröffentlichung: 4. November 2016 |
| 2018 | Entertainment Equal Vision            | UK85 (1 Wo.)UK | US98 (1 Wo.)US | Rock13 (1 Wo.)Rock | Erstveröffentlichung: 26. Januar 2018  |
| 2019 | Fandom Hopeless Records               | UK52 (1 Wo.)UK | US32 (1 Wo.)US | Rock5 (1 Wo.)Rock | Erstveröffentlichung: 11. Oktober 2019 |
| 2021 | Greatest Hits 300 Entertainment       | UK37 (1 Wo.)UK | US42 (1 Wo.)US | Rock6 (1 Wo.)Rock | Erstveröffentlichung: 21. Mai 2021     |
| 2023 | Intellectual Property Fueled by Ramen | UK10 (1 Wo.)UK | US33 (1 Wo.)US | Rock6 (1 Wo.)Rock | Erstveröffentlichung: 14. April 2023   |

## Auszeichnungen
| Jahr | Kategorie              | für            | Resultat  |
| ---- | ---------------------- | -------------- | --------- |
| 2017 | Best Breakthrough Band | Waterparks     | Gewonnen  |
| 2017 | Album of the Year      | Double Dare    | Nominiert |
| 2017 | Song of the Year       | Stupid for You | Nominiert |

| Jahr | Kategorie                              | für        | Resultat  |
| ---- | -------------------------------------- | ---------- | --------- |
| 2018 | Best International Breakthrough Artist | Waterparks | Nominiert |

| Jahr | Kategorie                            | für        | Resultat |
| ---- | ------------------------------------ | ---------- | -------- |
| 2017 | Best International Breakthrough Band | Waterparks | Gewonnen |
| 2019 | Song of the Year                     | Turbulent  | Gewonnen |